# Мельник Георгій Іванович
Георгій Іванович Мельник (20 серпня 1945, Вінниця) — український художник. Працює у жанрах графіки, дизайну.
Член Вінницької обласної організації Національної спілки художників України з 1992 року.